# 10629 Krishnamani
10629 Krishnamani este o planetă minoră (asteroid), cu un diametru de 5,846 km, din centura de asteroizi. A fost descoperită pe 23 ianuarie 1998 la Experimental Test Site⁠(d) de Lincoln Near-Earth Asteroid Research. 
Obiectul prezintă o orbită caracterizată de o semiaxă mare de 2,7575245 UAi, o excentricitate de 0,11, o înclinație de 0,64826 ° în raport cu ecliptica.